# ウスリホオヒゲコウモリ
ウスリホオヒゲコウモリ（ウスリ頬髭蝙蝠、学名:Myotis sibiricus）は、翼手目ヒナコウモリ科ホオヒゲコウモリ属に属するコウモリ。ウスリーホオヒゲコウモリとも呼ばれる。かつては、ヨーロッパに広く分布するヨーロッパホオヒゲコウモリ M. mystacinus またはブラントホオヒゲコウモリ M. brandtii の亜種とされていたが、近年のDNAに関する研究によりヨーロッパ産とは異なることがわかり、別種となった。

## 分布
シベリア東部、サハリン、日本に分布する。日本では北海道のみの分布である。

## 形態
前腕長34-37mm、頭胴長38-50mm、尾長30-40mm、体重4-7gになる。黒褐色の体毛をもち、背中の上毛の先端は金属光沢を帯びる。ヒメホオヒゲコウモリに似るが、尾膜の血管の走行が本種は直線的であるのに対して、ヒメホオヒゲコウモリは湾曲することで識別する。

## 分類
以前はヨーロッパホオヒゲコウモリMyotis mystacinusまたはブラントホオヒゲコウモリM. brandtiiの亜種とされていた。2003年に発表された分子系統解析による結果に基づき、2005年に東アジアの個体群が独立種M. gracilisとして分割されたが、M. gracilisより先行して記載されたM. sibiricusを有効名とする説が2012年に提唱された。

## 生態
樹洞や橋桁の下、木製家屋の板壁の隙間などをねぐらとする。人家に近い平地林や家屋を中心に生息する。また、ヒメホオヒゲコウモリやウサギコウモリ、キタクビワコウモリ、ドーベントンコウモリなどと同居していることがある。冬季には冬眠をする。
初夏に1仔を出産する。親と同じ大きさに成長するまで、25-30日かかる。

## 保全状況評価
LEAST CONCERN (IUCN Red List Ver. 3.1 (2001))
絶滅危惧II類 (VU)（環境省レッドリスト）